# Чекашов, Василий Николаевич
Васи́лий Никола́евич Чекашо́в (родился 18 апреля 1955 года в Магнитогорске, Челябинской обл., РСФСР) — советский и российский художник, дизайнер, сценограф, поэт, композитор, певец. Заслуженный художник России. С 1987 года живёт и работает в Москве.
Имеет более 40 персональных крупномасштабных тематических выставок в России и за рубежом. Обладатель Гран-при, лауреат российских и международных конкурсов социального плаката. Является автором логотипа газеты «Комсомольская правДА!», главного Приза Международного кинофестиваля «Сталкер», эмблемы государственного празднования 55-летия Великой Победы.

## Семья
Отец Чекашов Николай Васильевич (1929—1982), уроженец Нижегородской области, сталевар. Мать Чекашова (Чупова) Евдокия Александровна (1931—2007), родом из Тульской области, бухгалтер. Братья: Сергей (1950—2008) и Александр (1958).
Супруга Чекашова (Курьянова) Марина Николаевна (1957), член Московского Союза художников; сын Егор (1991).
Дочь Юлия (1974) — от первого брака.

## Образование
Магнитогорское педучилище (отделение физической культуры), Ленинский стипендиат, окончил в 1973 г.
Магнитогорский пединститут (художественно-графический факультет), Ленинский стипендиат, окончил в 1978 г.
Творческие мастерские Венской Академии художеств, 1990 г.

## Творческая биография
Диапазон деятельности художника — плакат, монументальная и станковая живопись, объекты, арт-фото, архитектура, дизайн интерьеров, сценография, торговые марки.
Основная сфера творчества — социально-политический плакат. Лауреат международных, республиканских и московских выставок. Плакат «Развод — дело тонкое» удостоен Гран-при Московского фестиваля социальной рекламы (2004 г.). Плакаты «Ностальгия», «Деньги любят счёт», «Комфортна ли Москва для инвалидов?» экспонировались в Государственной Третьяковской галерее на выставке лучших московских плакатистов за 100 лет «Художник и Время» (2009 г.).
Антифашистские плакаты находятся в Государственном музее истории революции Москвы и в историческом музее Владимира. Серию плакатов по профилактике СПИДа использовал в просветительской работе фонд «Огонёк — АнтиСПИД». Ряд плакатов автор передал в дар Музею современной истории Москвы и Государственным выставочным комплексам в Нижнем Новгороде, Челябинске, Кирове и Магнитогорске.
За время работы главным художником Редакционно-издательского центра АОЗТ «Комсомольская правда» (1994—1997 гг.) создал главный логотип газеты «Комсомольская правДА!», дизайн-концепты первой цветной газеты-каталога «Весь компьютерный мир», журналов «Айда», «Супермен» и других изданий.
Автор графического стиля и логотипа газеты Московского Союза художников «Новости МСХ». Художник оформлял обложки журналов «Новое время», «Огонёк». Создал дизайн-макеты журналов «Русская виза», «Модель», «Стоп-кадр», «Актёр России», «Киноуспех». Автор товарных знаков, эмблем и фирменных графических комплексов: Пенсионный фонд Сбербанка России, Академия творчества России, Агентство деловой информации «СорокА», Международный правозащитный фестиваль «Сталкер» и мн. др.
Исполнитель монументального панно на здании советской делегации XII Всемирного фестиваля молодёжи (Пхеньян, 1989 г.). Сценограф Всесоюзного студенческого форума (Москва, 1989 г.), Международной Пагуошской конференции молодёжи «За мир без ядерных войн» (Ленинград, 1990 г.).
В.Чекашов — художник-постановщик торжественных концертов, посвящённых: юбилеям Генеральной прокуратуры России (Москва, Государственный Кремлёвский Дворец, ГЦКЗ «Россия», 1997—2000 гг.); 70-летию Московского Арбитражного суда (БКЗ Правительства Москвы, 2005 г.); Дню дипломатического работника МИДа России (Москва, ГЦКЗ «Россия», 2003 г.); государственному празднику — Дню пограничника (Москва, Государственный Кремлёвский Дворец, 2003, 2004 гг.). Автор художественно-дизайнерской концепции экспозиции московского плаката на юбилейной выставке МСХ (Москва, ЦВЗ «Манеж», 2007 г.).
С 1989 года В.Чекашов — член Союза дизайнеров г. Москвы. Спроектировал и построил клубы: «Manhattan» (Москва), «Stone» (Москва), «Се Ля Ви» (Москва), «Драйв» (Москва); рестораны: «Вольному — Воля» (Москва), «У Банкира» (Магнитогорск), «Ханаби» (Москва) и др.
В 2007—2013 годах художник реализовал авторский проект «Россия — Родина моя» — крупномасштабные персональные выставки плакатов, инсталляций, видео-арта в Москве и городах России.
Василий Чекашов — поэт, композитор, исполнитель песен. Принимает участие в благотворительных концертах. Вышли в свет 2 авторских музыкальных диска (1999, 2017 гг.) и нотный альбом с песнями (2019 г.).

## Выставки
1972 Портреты спортсменов (графика). г. Октябрьский (Башкирия).
1984 Передвижная выставка графики и плаката «Молодые строят будущее!». г. Магнитогорск.
1989 Графика, пастель. г. Москва, Отдел культуры ЦК ВЛКСМ.
1991 Графика, плакат. г. Минск.
1993 Графика, зрелищный плакат. г. Москва, кинофестиваль «Созвездие».
1993 Живопись. г. Москва, театр «Вернисаж».
1994 Передвижная выставка плаката по городам Золотого кольца России.
1996 Социально-нравственный плакат. г. Москва, редакция газеты «Комсомольская правда».
1996 Зрелищный плакат. г. Москва, управление культуры ВАО.
1997 Социально-политический плакат. г. Москва, Центральный дом Союза кинематографистов.
2002 Социально-политический плакат «Кто ты, человек?». г. Москва, Музей современной истории России.
2005 Выставка-контроверза «Кто сказал, что плакат умер?». г. Москва, Московский Союз художников.
2005 Выставка-акция «Социальная диффамация». г. Москва, Центральный дом Союза кинематографистов.
2006 Объект — антиСПИД. г. Москва, Центральный дом Союза кинематографистов.
2006 Социально-политический плакат «Молодежь и планета». г. Москва, ВДНХ.
2007 Живопись, плакат, объект, арт-видео «Обратная сторона плаката». г. Москва, Кузнецкий мост, 20.
2007 Плакат «Молодежь и будущее». г. Сочи.
2008 Социально-нравственный плакат. г. Москва, ВДНХ.
2008 Выставка-дискуссия «Плакат жив». г. Владимир, Областной центр народного творчества.
2009 Плакат, инсталляции, живописные аллегории, арт-видео «АРТпечаток времени». г. Нижний Новгород, государственный выставочный комплекс.
2010 Плакат, граффекты, инсталляции, дилататоры, живописные аллегории, арт-видео «Хочешь плакат ь?». г. Челябинск, Музей искусств.
2010 Плакат, граффекты, инсталляции, дилататоры, живописные аллегории, арт-видео, арт-фото «Моё искусство не знает границ». г. Магнитогорск, Городская картинная галерея.
2010 Выставка плаката к 65-летию Великой Победы в рамках XXXII Международного кинофестиваля в Москве. Центральный дом Союза кинематографистов.
2010 Живописные аллегории, граффекты, инсталляции. Проект «Тайные совпадения». г. Москва, ВЗ «Тушино».
2011 Граффекты, инсталляции «…В состоянии граффекта» . г. Москва, Центральный дом художника.
2012 Социально-политический плакат. Съезд участников регионального движения газеты «Комсомольская правда». г. Москва.
2013 Плакат, графический дизайн, торговая марка, фирменный стиль, полиграфия. Московское государственное академическое художественное училище памяти 1905 года.
2013 Живописные аллегории, граффекты, видео-инсталляции, арт-фото, арт-объекты. Выставка-инспирация «Биодиффузия». г. Киров, Вятский художественный Музей В. М. и А. М. Васнецовых.
2013 Плакат «Сильная Россия — здоровая Россия». г. Москва, больница Центросоюза РФ.
2015 Социальный плакат, зрелищная афиша, графический дизайн товарных знаков «Плакат-Знак/избранное». г. Москва, Московский Союз художников.
2016 Дилататоры, инсталляции, видео-арт, крупномасштабные плакаты-притчи, мега-плакат. Выставка социального плаката «Нарисуй Родину!». г. Нижний Новгород, государственный выставочный комплекс.
2016 Граффекты, арт-объекты. Проект «Биопунктура». г. Москва, Московский Союз художников.
2022  Графика, монументальные панно. Проект «ВРЕМЯ Ч».  г .Москва, Московский Союз художников.
Персональные выставки за рубежом
1991 Графика, плакат. Вена (Австрия)
1991 Графика, плакат. Хорн (Австрия)
1991 Графика, плакат, акварель. Будапешт (Венгрия)
1991 Графика, плакат, акварель. Берлин (ГДР)
1993 Плакат. Зинген (Германия)
2000 Пастель, акварель. Вена (Австрия)
2001 Живопись. Зинген (Германия)
2002 Арт-объекты. Шаффхаузен (Швейцария)

## Некоторые работы художника
Плакаты
БЕЗ НАЗВАНИЯ. Постановочное фото, изоколлаж, 60×90 см. 1989 г.
ДЕНЬГИ ЛЮБЯТ СЧЕТ. Постановочное фото, 70×100 см. 1999 г.
ДРУЖБА НАРОДОВ ПОБЕДИЛА ФАШИЗМ! Оригинальная графика, комп. доработка, 100×145 см. 2015 г.
КАНДИНСКИЙ. Оригинальная и комп. графика, 70×100 см. 2016 г.
КОМФОРТНА ЛИ МОСКВА ДЛЯ ИНВАЛИДОВ? Фотоколлаж, 100×150 см. 2007 г.
КТО СКАЗАЛ, ЧТО ПЛАКАТ УМЕР? Постановочное фото, 70×100 см. 2005 г.
КУЗЬКИНА МАТЬ. Оригинальная и комп. графика, 100×150 см. 2009 г.
МИРА И ДОБРА! Постановочное фото, 100×150 см. 1992 г.
ОСТАНОВИ ЗВЕРЯ! Комп. графика, 70×100 см. 2012 г.

ТЕАТРАЛЬНЫЙ ПЛАКАТ. Комп.графика, 70×100 см. 2018 г.
Графика, живопись, граффекты
ACIPENSER STYLE. Холст, масло, 140×90 см. 2012 г.
MEMENTO MORI. Холст, масло, 120×100 см. 2009 г.
SPHINX. Холст, масло, 200×150 см. 2016 г.
БИОДИФФУЗИЯ. Инсталляция. Кожа, металл, дерево, плёнка, бинты; авторские мебель, муляжи, светильники; уникальные предметы, брендовые товары, S — 150 кв. м. 2016 г.
В.ГИЛЯРОВСКИЙ — КОРОЛЬ РЕПОРТЁРОВ. Холст, масло, 200×150 см. 2018 г.
ВЕНДЕТТА. Холст, масло. 120×100 см. 2011 г.
ВИОЛОНЧЕЛИСТКА. Холст, масло, 100×80 см. 1999 г.
ДЖАЗ (из серии «Музыка»). Бумага тонированная, кисть, перо, тушь, 55×70 см. 1988 г.
ЛЕВ ЯШИН. Холст, масло, 200×150 см. 2018 г.
МОБИЛЬНИК ЗА €1 000 000. Холст, масло, 120×100 см. 2008 г.
НОКТЮРН (из серии «Музыка»). Бумага тонированная, кисть, перо, тушь, 72×55 см. 1988 г.
СЭНЪИ. Холст, масло, 100×100 см. 2010 г.
УТРЕННЯЯ КАЗНЬ. Инсталляция. Холст, масло, металл, ткань, цитрусовые, 300×270×80 см. 2010 г.

Э. ПИАФия. Холст, масло, 195×145 см. 2016 г.
Эмблемы и логотипы
INTERMEDIAGROUP LLC. 1999 г.
АКАДЕМИЯ ТВОРЧЕСТВА РОССИИ. 1990 г.
Американская кинокомпания SEREIN. 2018 г.
Газета КОМСОМОЛЬСКАЯ ПРАВДА. 1995 г.
Газета НОВОСТИ МСХ. 2008 г.
Международный правозащитный кинофестиваль СТАЛКЕР. 1997 г.
ПЕНСИОННЫЙ ФОНД СБЕРБАНКА РФ. 1995 г.

## Авторские книги
«Василий Чекашов. Плакат. Постер. Корпоративный стиль. Полиграфия. Реклама.» 2006 г. Иллюстрированная. Формат 240×230 мм, 224 стр.
«Василий Чекашов. Мой плакат. Творческая мотивация в социальном плакате.» 2015 г. Иллюстрированная. Формат 240×230 мм, 192 стр.
«Василий Чекашов. Зримые песни» (стихи, ноты). 2019 г. Формат 240×230 мм, 90 стр.

## Авторские музыкальные диски
«Василий Чекашов. Мистические романсы. Настоящие мужские.» (14 песен) 1999 г.
«Василий Чекашов. Я вселяюсь в тебя…» (12 песен) 2017 г.

## Награды

### Государственные награды и звания
- Орден «Знак Почёта», 1986 г.
- Почётное звание «Заслуженный художник Российской Федерации», 2003 г.
- Медаль «60 лет Победы в ВОВ 1941—1945 годов», 2005 г.
- Мастер спорта СССР по классической борьбе, 1973 г.

### Награды общественных организаций и творческих союзов
- Знак ЦК ВЛКСМ «Трудовая доблесть», 1989 г.
- Знак ЦК ВЛКСМ и КМО СССР «За укрепление мира, дружбы и солидарности молодёжи», 1989 г.
- Орден «Служение искусству», 2007 г.
- Медаль "Ветеран регионального движения газеты «Комсомольская правда», 2012 г.
- Специальная премия Тульской епархии РПЦ, 2013 г.
- Дипломы Российской Академии художеств, 2013 г., 2017 г.
- Медаль Московского Союза художников «За заслуги в развитии изобразительного искусства», 2016 г.